# Epidendrum nitidum
Epidendrum nitidum är en orkidéart som beskrevs av Louis Otho Otto Williams. Epidendrum nitidum ingår i släktet Epidendrum och familjen orkidéer.
Artens utbredningsområde är Ecuador. Inga underarter finns listade i Catalogue of Life.